# Поташня (Гомельская область)
Поташня (бел. Паташня) — деревня в Судковском сельсовете Хойникского района Гомельской области Республики Беларусь.

## География
В 11 км на запад от районного центра и железнодорожной станции Хойники (на ветке Василевичи — Хойники от линии Гомель — Калинковичи), в 114 км от Гомеля.

### Гидрография
На западной окраине река Вить (приток реки Припять), на севере и юге мелиоративные каналы, соединённые с рекой Вить. В направлении на юг от деревни расположено водохранилище Судково.

## История
В метрических книгах Юровичского костёла в записи, датированной 24 февраля (по старому календарю) 1785 г., сказано о крещении настоятелем Загальской униатской церкви отцом Дионисием Кретковским, вице-деканом мозырским, младенца Матея, сына благородных Элиаша и Мартианы Парикевичей, обывателей околицы Запоташни Загальского староства, кумовьями были благородный пан Стефан Вислоух и дочь священника Евдокия, пан Антоний Козловский и панна Богумила Пиотровская из Запоташни.
В "Камеральном описании... Речицкой округи", опиравшемся на материалы ревизии 1795 г., также упомянуто селение Запоташна. Запоташный Застенок показан на плане Генерального межевания Речицкого уезда 1796 г.
В пореформенный период Поташня известна как селение (в разных источниках застенок или околица) в Хойникской волости Речицкого уезда Минской губернии. На начало 1870 года тут насчитывалось 27 мужских душ бывших однодворцев, приписанных к волости, 10 душ однодворцев, приписанных к Загальскому сельскому обществу, 6 душ бывших казённых крестьян. Жители изначально были прихожанами Юровичского костёла, а после его закрытия, со второй половины 1860-х гг. стали прихожанами костёла Остроглядовского. Наиболее распространёнными фамилиями у поташенцев были Тишкевичи, Козловские, Орловские, Яворские, Михаловские, Соколовские, Дубиковские, Скоротецкие, Томковичи, Новицкие.
С 8 декабря 1926 года до 23 августа 1937 года центр Поташненского польского сельсовета Хойникского района Речицкого, с 9 июня 1927 года Гомельского (до 26 июля 1930 года) округов.
В 1920-30-х годах деревни Поташня и Новая Поташня. Большую часть жителей составляли католические или "польские" семьи. Имелись школа, изба-читальня. В 1931 году организован колхоз «ОСОАВИАХИМ», работала кузница. Во время Великой Отечественной войны действовало патриотическое подполье (руководитель Ю.М. Тишкевич). 26 жителей погибли на фронте. Согласно переписи 1959 года в составе совхоза «Хойникский» (центр деревня Козелужье).
До 31 декабря 2009 года в составе Козелужского сельсовета. До 31 декабря 2009 года в Дворищанском сельсовете, который переименован в Судковский.

## Население

### Численность
2021 год — 43 жителя, 17 хозяйств

### Динамика
- 1897 год — 212 жителей, 36 дворов (согласно переписи)

- 1930 год — 180 жителей, 41 двор
- 1959 год — 416 жителей (согласно переписи)
- 2004 год — 88 жителей, 37 хозяйств
- 2021 год — 43 жителя, 17 хозяйств

## Транспортная сеть
Транспортные связи по просёлочной, затем автомобильной дороге Хойники — Мозырь. Планировка состоит из прямолинейной широтной улицы, на западе к которой присоединяется короткая прямолинейная улица. Застройка двусторонняя, деревянная, усадебного типа.